# Haaga (Turku)
Haaga est un quartier et un village du district Maaria-Paattinen à Turku en Finlande,.

## Description
Le quartier de Haaga est situé à la frontière de Lieto et de Kaarina. 
Le quartier est bordé à l'ouest par Metsämäki à Turku, au sud par Ravattula à Kaarina, au nord par Pahka à Lieto, à l'est par Vanhalinna à Lieto et au sud-est par le village Littoinen de Lieto.
Sur le côté ouest du quartier de Haaga, en partie sur le territoire du village de Haaga, s'écoule l'affluent Topinoja de la rivière Vähäjoki. 
À l'est, Haaga borde la vallée du fleuve Aurajoki en face des champs entourant la route Vanhalinnantie.

## Environnement culturel
Le manoir de Haaga constitue  avec la colline du château de Vanhalinna, fait partie de la vallée d'Aurajokilaakso qui est un paysage précieux à l'échelle nationale en Finlande.

## Transports
Haaga est desservi par les bus 73, 401 et 402.